# Хальга (каган)
Халга або Калга (*д/н —бл. 668) — 2-й каган хозарський у 665—668 роках. Не слід плутати з Хельгою.

## Життєпис
Походив з династії Ашина. Можливо був рідним або стриєчним братом кагана Ірбіса. Про діяльність Хальги відомостей замало, вважається, що намагався розширити володіння каганату, тому вступив у війну з Великою Булгарією. Напевне у боротьбі з останньою загинув у 668 році. На цей рік також припадає загибель володаря Великої Булгарії Кубрата. Новим каганом став Кабан.
Разом з тим про діяльність Халги повідомляється лише в фальшивій хроніці Джагфар Таріхи, тому існування самого Халги та його наступника Кабана. ставиться під сумнів. Проти цього існує аргумент, що ця хроніка є сумішшю справжніх та вигаданих фактів. З огляду на це існування Халги можливе.